# Бронниця
Бро́нниця — село в Україні, у Могилів-Подільській міській громаді Могилів-Подільського району Вінницької області.

## Географія
Відстань до райцентру становить близько 10 км і проходить автошляхом Т 0202. У селі розташований пункт пропуску Бронниця—Унґурь на кордоні з Молдовою.

## Походження назви
Існує декілька версій походження назви села Бронниця:
1. Розкопки у 1958 році Григорівського городища виявили горно, де виплавляли з болотної руди метал — залізо, бронь. Звідси і назва села.
2. На території села збереглися залишки укріплень та підземні ходи. Це, а також назва села дає змогу припустити, що тут була фортеця.

## Історія
Село Бронниця належить до дуже давніх поселень Поділля і згадується ще в грамоті князів Коріатовичів 1388 року. Але територія його була заселена значно раніше. На околиці села, на схилі річки Рубленки, професор М. І. Артамонов з ленінградського ермітажу у 1952 році провів розкопки Скіфського городища (7-6 до н. е.) на якому розташовані також поселення раньо-слов'янсько-чернахівської культури. Під час яких було знайдено горно для виплавки металу з болотяної руди, наконечники стріл, булавки, браслети, миски. Жили скіфи в глиняних землянках, торгували з греками.
Грецький історик Птоломей пише, що в другому віці нашої ери на Дністрі було шість міст, які потім зруйнували гуни.
Пізніше територія Придністров'я входила до складу Київської Русі. Про це також свідчать археологічні знахідки. У 1948 році неподалік Бронниці, у глинищі, було знайдено: щит, меч, бойову сокиру, кольчугу давньоруських воїнів, котрі називалися тиверці, бо жили вздовж річки Тірас (старовинна назва Дністра).
100 років територія села, як і всього Пониззя, що входила до Галицько-Волинського князівства перебували під владою татарських завойовників.
На бронницькій горі ще й досі є багато печер і підземних ходів, де люди ховалися від татар та інших поневолювачів. Але були задушені димом від розкладених вогнищ при вході. В печері дійсно знаходяться кістки. Довжина однієї печери становить 1 км. 80 м. З переданих слів жителів села цей хід проходив під Дністром і виходив на молдавському березі.
З 1670 року по 1700 рік на Поділлі панували турки. Вони спалювали церкви, чоловіків забирали для веслування на галерах, а жінок продавали в гарем. Так і в Бронниці до приходу татар була дерев'яна церква. А як татари напали, то багато людей біля церкви було порубано і церкву спалено. Це було саме на Пасху. В 2000 році почали будувати церкву — капличку і знайшли останки людей, чим і підтверджується цей факт. В 1867 році на пожертвування прихожан і казни була побудована Приходська Свято-Успенська кам'яна церква. В 1914 році були зняті дзвони, хрести для переплавлення на снаряди. Пізніше поклали інші. Церква за часів Радянської влади була зруйнована.

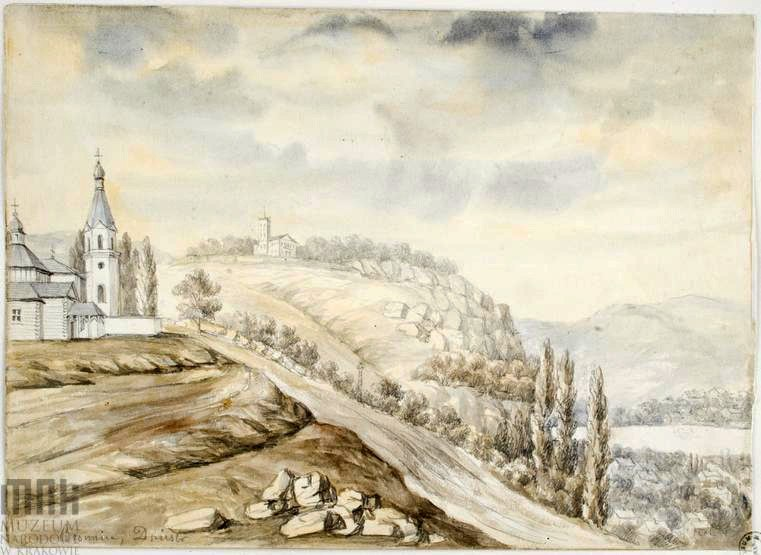
Бронниця — загальний краєвид. Наполеон Орда. 1871—1874 рр.

Село з прилеглими землями належало Сапігам, у XVIII ст. — Потоцьким, а у XIX-на поч. XX ст. — князям Вітгенштейнам. З кінця 1824 року на самій горі, на яку веде похилий підйом з серпантином, стоїть романтична сторожка з невеликою башнею, витриманою в дусі стилю під готику. Це ворота садиби колишнього маєтку фельдмаршала Петра Християновича Вітгенштейна, командуючого другою російською армією. Бувалий воїн на старості літ оселився в Бронниці і зайнявся господарством. Це до його дружини Кароліни приїжджав відомий угорський композитор Ференц Ліст і написав фортепіанні твори на слова українських пісень «Віють вітри», та «Ой не ходи, Грицю.»
7 (20) листопада 1917 року, відповідно до Третього Універсалу Української Центральної Ради, увійшло до складу Української Народної Республіки.

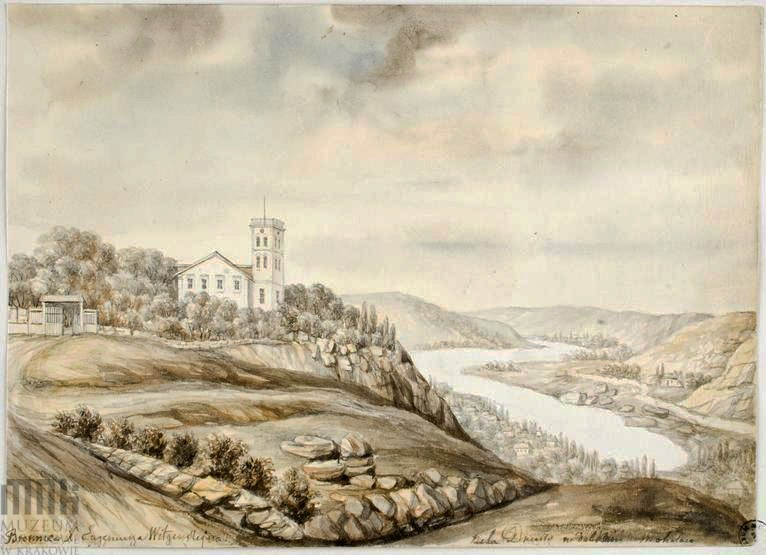
Бронниця — палац Віттгенштейнів над Дністром. Наполеон Орда. 1871—1874 рр.

В кінці 1924 року в колишньому панському маєтку відкрито будинок відпочинку «Гірський». Населення складалося із селян українців, крім того тут жили католики і тимчасово проживали євреї. Аж до самої Жовтневої революції бронничани були підлеглими панам Вітгенштейнам. Крім землеробства інших занять населення не мало.
В пана було все краще, все досконаліше. Земля оброблялась частково машинами, В нього були молотарки, косарки, були січкарні. У князя був і спиртзавод, що функціонував в селі Бронниця. Князь вирощував на своїх землях пшеницю, кукурудзу, картоплю, буряки. Значним джерелом панських прибутків був сад, що розташувався на схилах понад Дністром. Основною культурою саду була черешня.
В селі довгі часи не було зовсім ніякої школи. І лише в 1869 році була відкрита школа грамоти. Потім школа грамоти була перетворена в церковно-приходську. В період 1908—1910 роках було організовано земську школу.
Бронниця довгі роки була волосним центром. До складу Бронницької волості входило 10 навколишніх сіл. Село належало до Могилів-Подільського повіту, але, не дивлячись на коротку відстань, зв'язок з повітовим центром був поганий по причині страшного бездоріжжя. Літні мешканці села розповідають цікавий випадок, коли пан купив молотарку і тягнув її у Бронницю дві неділі. І лише в 1911—1914 роках у Бронниці прокладено шосейну дорогу.
В період Визвольних змагань «не тільки окремі особи, але й цілі села мали різні погляди. Наприклад с. Бронниця, що лежало по одну сторону Могилева було національно свідомим і підтримувало українську владу». Більшовики ніяк не могли наважитися зайняти Бронницю: в селі був сформований загін на чолі з Іваном Уховим. Але після поразки армії УНР та закріплення на Поділлі більшовиків ситуація ускладнилася. Одного дня на вулицях Могилева з'явилася плакати, у яких було опубліковано списки цілого загону — разом 21 особа. ЧК закликало насильно видати повстанців і обіцяло за кожну голову по сто тисяч рублів винагороди (вартість однієї корови в той час). Ухів разом з побратимами вирішують шукати притулку в Румунії — восени 1920 року вони переправились через Дністер до м. Атаки."

### Село в часи радянської окупації
В листопаді 1920 року в селі остаточно встановлюється радянська влада.
1 вересня 1922 року в селі Бронниця створено партійну комірку. Парторганізацію було створено при Бронницькому спиртзаводі. В цей же час була створена і комсомольська організація.
В 1923 році розпочав свою роботу лікнеп. Спочатку лікнеповці займалися три місяці, шість днів на тиждень по півтора години щоденно. Лікнеп відвідує всього 40 осіб.
В 1930 році на території сільської ради села Бронниці було організовано 5 колгоспів.
Було дуже багато зроблено в справі проведення культурної революції. Комсомольці і активісти організовували художню самодіяльність, організовували співочий і драматичний гуртки. Була створена редколегія стінної газети «За темпи!».
В 1932 році в селі було закладено колгоспний сад на площі 300 га, який пізніше був перетворений в сортосад Всеукраїнського значення.

#### Бронниця у німецько-радянській війні
Мирну працю радянських людей перервала навала гітлерівської Німеччини. 3 1941 року по березень 1944 року село знаходилося під тимчасовою окупацією німецько-фашистських загарбників. В селі була розквартирована румунська частина військ.
19 березня 1944 року є пам'ятною датою для жителів села Бронниці Цього дня доблесні воїни колишньої 206 -ї стрілецької дивізії форсували річку Дністер і визволили село Бронницю від німецько-фашистських загарбників.
Свято бережуть пам'ять про відомих і безіменних героїв жителі Бронниці. В школі створюється клуб червоних слідопитів «Пошук» під керівництвом вчительки історії Кундиловської Лідії Ульянівни, який по крупинці збирає відомості про бойовий шлях 206-Ї дивізії та її воїнів. Ведеться переписка з колишніми визволителями, згадуються все нові і нові епізоди їхнього воєнного життя.

#### Повоєнні роки
Після перемоги над фашистською Німеччиною колгоспники села Бронниці з великим патріотичним піднесенням взялися за відбудову зруйнованого народного господарства. Не було тягла, техніки. Було дуже важко.
Особливих труднощів бронничани зазнали в 1946—1947 роках. Коли до післявоєнної розрухи приєднався голодомор, який був викликаний посухою. За своїм трагізмом він перевершив голодомор 1933 року: люди пухли з голоду, падали на дорогах і був виявлений випадок людоїдства.
Але вже в 1949 році колгосп повністю освоїв посівні площі. В 1959 році невеликі артілі Бронниці, Григорівки, Оленівки об'єднались в укруплений колгосп «Зоря комунізму» за яким закріплено 2547 га орної землі. Порівняно за короткий час колгоспники налагодили трудову дисципліну, підняли врожаї, придбали необхідну кількість техніки, відновили ферми, домоглись вищих прибутків. Колгосп спеціалізувався на вирощуванні озимої пшениці, кукурудзи, гороху, м'ясомолочного тваринництва.
В прибутках Бронницької комплексної бригади значне місце займає сортосад, де вирощується 580 назв садових дерев, дослідницькою і науковою роботою тут займається три державних агрономи. Прибутки за реалізацію продукції саду позначились на оплаті праці колгоспників.
За успіхи в господарстві члени Бронницької комплексної бригади Передрій Олександр, Ухова Лідія, Продан Ніна, Собко Ольга, Передрій Лідія нагороджені орденами Радянського Союзу. За післявоєнні роки в самому селі збудовано понад сто нових хат. Село розвивалось, міцніло, розбудовувалося, в селі вирувала творча активність.
Село повністю радіофіковане, електрифіковане. Обслуговує його збудований в 1950-х Будинок культури на 300 місць, медпункт, школа, 5 торговельних точок, книжний кіоск, стаціонарна кіноустановка, ощадкаса, сільська чайна. На території Будинку відпочинку встановлено пам'ятник воїнам, що загинули в битві за звільнення села від німецько-фашистських загарбників.
19 березня 1984 року в Бронниці відбулася неординарна подія. Виконком сільської ради ухвалив рішення про відзначення цього дня, як свята села. Від тоді бронничани щороку відзначають свято. У село приїжджають всі ветерани визволителі. У будинку культури влаштовують концерт, у школі — годину мужності, після чого відправляються на міст, де відбувається зустріч з жителями села Унгр, з моста опускають вінки пам'яті і шани отим 700 воїнам, які віддали своє життя за світле теперішнє і майбутнє.
1988 рік  теж став знаковим. Місцевий люд відзначив 600-річчя народження Бронниці.
У радянські часи у селі знаходилась фабрика побутової хімії (нині закинута) та центральна садиба радгоспу, що обробляв 3905 га землі, у тому числі близько 2512 га орної землі, 212 га сортосаду. Було розвинуте садівництво, виноградарство та м'ясо-молочне тваринництво. У наш час працюють створені тоді школа, дитячий садок, будинок культури, бібліотека. Будинок відпочинку «Гірський» створений на місці колишнього маєтку нині не функціонує.

### Новітні часи
В 1995 році через річку Дністер в районі села збудовано міст — «Дружба-2», що з'єднує село Бронницю із селом Унгри Молдови.
У 2008 Бронниця відзначала 620-ліття. Чимало зусиль вклали працівники Бронницької сільради на чолі з Віктором Слободяном, учителі Бронницької дев'ятирічки, а також уродженець Бронниці, журналіст і літератор Володимир Колесник, аби свято вдалося. Завдяки добродійній підтримці місцевих господарників побачив світ виданий окремою книжкою змістовний фотонарис про село, який написав В. Колесник.
Традицією у Бронниці є щорічна зустріч із ветеранами-визволителями. Зазвичай це відбувається у День визволення села. Спочатку на свято приїжджало 15 воїнів, сьогодні живе лише один — Шнуренко Василь Андрійович. В жовтні 2019 року делегація села відвідала ветерана в його рідному селі Дибинці, що на Київщині.
Бронницька та Унгрська школа перебувають у тісній дружбі. Спільно проводяться не тільки свята визволення обох сіл, а й засідання методичної ради, педагогічних читань, спортивних змагань та багато іншого.
12 червня 2020 року, відповідно до Розпорядження Кабінету Міністрів України № 707-р «Про визначення адміністративних центрів та затвердження територій територіальних громад Вінницької області», увійшло до складу Могилів-Подільської міської громади.

19 липня 2020 року, в результаті адміністративно-територіальної реформи та ліквідації Могилів-Подільського району (1923 — 2020), село увійшло до складу новоутвореного Могилів-Подільського району.

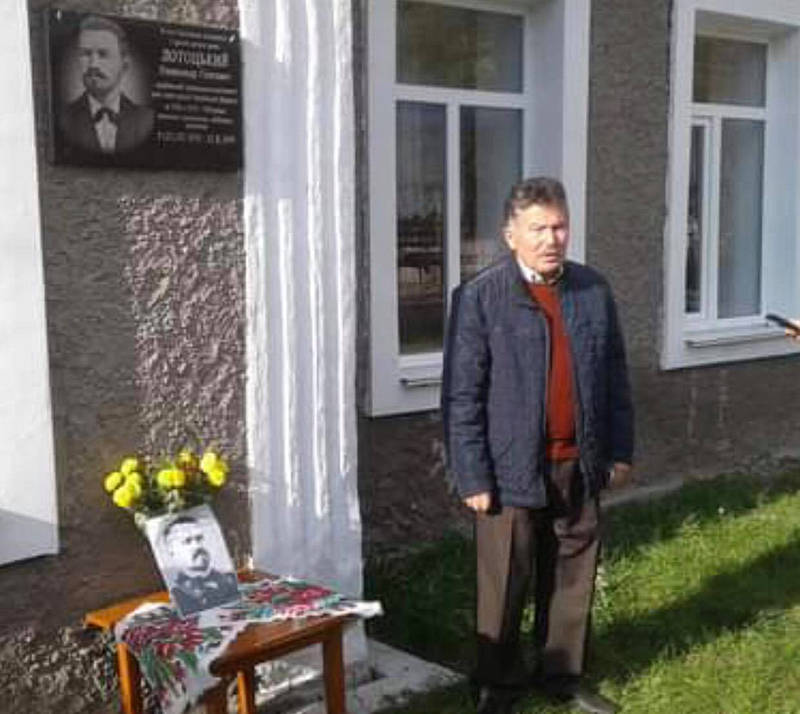
Відкриття меморіальної дошки О.Лотоцькому

20 жовтня 2020 у Бронниці на фасаді Будинку культури було відкрито меморіальну дошку видатному уродженцю краю Олександру Гнатовичу Лотоцькому — українському громадсько-політичному діячу, письменнику, публіцисту, науковцю.

## Населення
Населення становить 1268 осіб.

### Мова
Розподіл населення за рідною мовою за даними перепису 2001 року:
| Мова       | Відсоток |
| ---------- | -------- |
| українська | 97,56 %  |
| російська  | 2,13 %   |

## Пам'ятки
На території села розташовані пам'ятки природи:
- Бронницький парк
- Ботанічний заказник загальнодержавного значення Бронницький заказник
- Ботанічний заказник місцевого значення Григорівська гора
- Ботанічний заказник місцевого значення Бронницька гора
- Ботанічний заказник місцевого значення Криштофорівська гора
- Геологічна пам'ятка природи місцевого значення Бронницькі шари
- Геологічна пам'ятка природи місцевого значення Сеноманські вапняки

## Санаторій
- Дитячий санаторій «Гірський»[6].

## Мінеральні води
На території дитячого санаторію було відкрито мінеральну хлоридну натрієву лікувально — столову воду малої мінералізації. Воду знайшли  на глибині 285 м в покладах базальтових і конгломератових порід, що гарантує її абсолютно — екологічну чистоту. По своїх смакових і лікувальних властивостях вона нічим не поступається знаменитим кавказьким водам «Єсентукам» і немає аналогів в Україні. В зв'язку з цим застосування цілющої води «Бронничанка» має велике значення для лікування вірусних гепатитів, гострих та хронічних панкреатитів, інших хвороб кишкового тракту та застосовується для профілактики цих захворювань. Вода «Бронничанка» не показана для лікування виразкової хвороби та гастритів з підвищеним соковиділенням.
Витяг із заключення Українського НДІ медичної реабілітації та курортології. 1999

## Відомі люди
- Борщенко Ігор Олександрович (1966) — народний депутат України 1-го скликання.
- Керніцький Сергій Володимирович (1984—2015) — солдат Збройних сил України, нагороджений орденом «За мужність» III ступеня.
- Лозінський Олександр Миколайович — український військовик, учасник російсько-української війни[7]
- Лотоцький Олександр Гнатович (1870—1939) — український політичний діяч, дипломат, вчений, письменник.
- Мельник Володимир Степанович — Повноважний представник України у Міждержавному економічному комітеті країн учасниць СНД, член колегії Комітету 1996—2000 роки.
- Ухів Іван Мокійович (1897—1974) — український військовий і громадський діяч, поручник армії УНР, співзасновник «Просвіти» в Буенос-Айресі (Аргентина).
- Шипович Іван Омелянович (1857—1936) — український краєзнавець, дослідник історії Поділля, громадський діяч, священик, педагог. Репресований під час російської окупації 1920—1941.

## Галерея

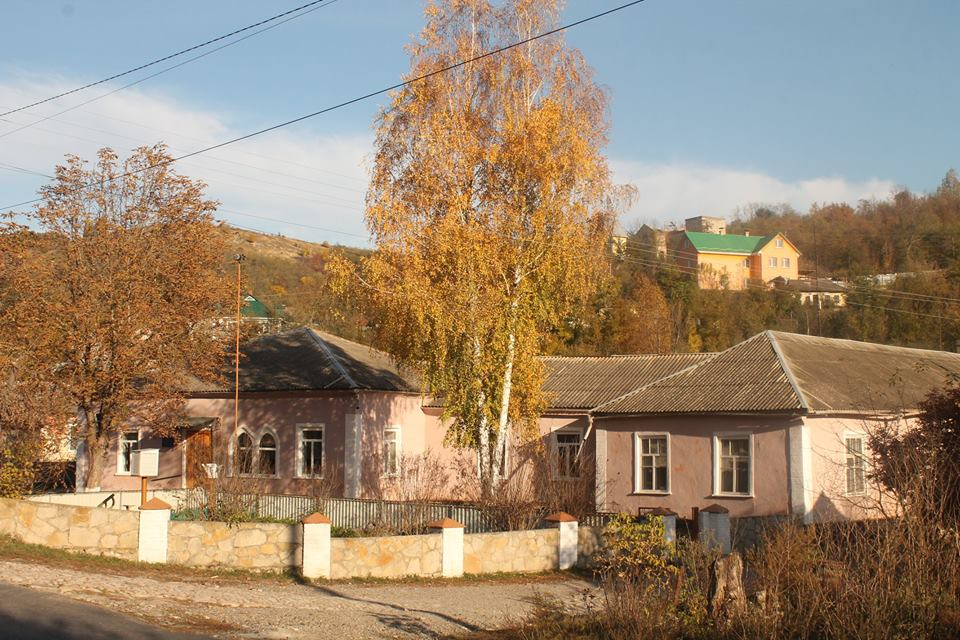
Бронницька СЗШ І-ІІ ступенів
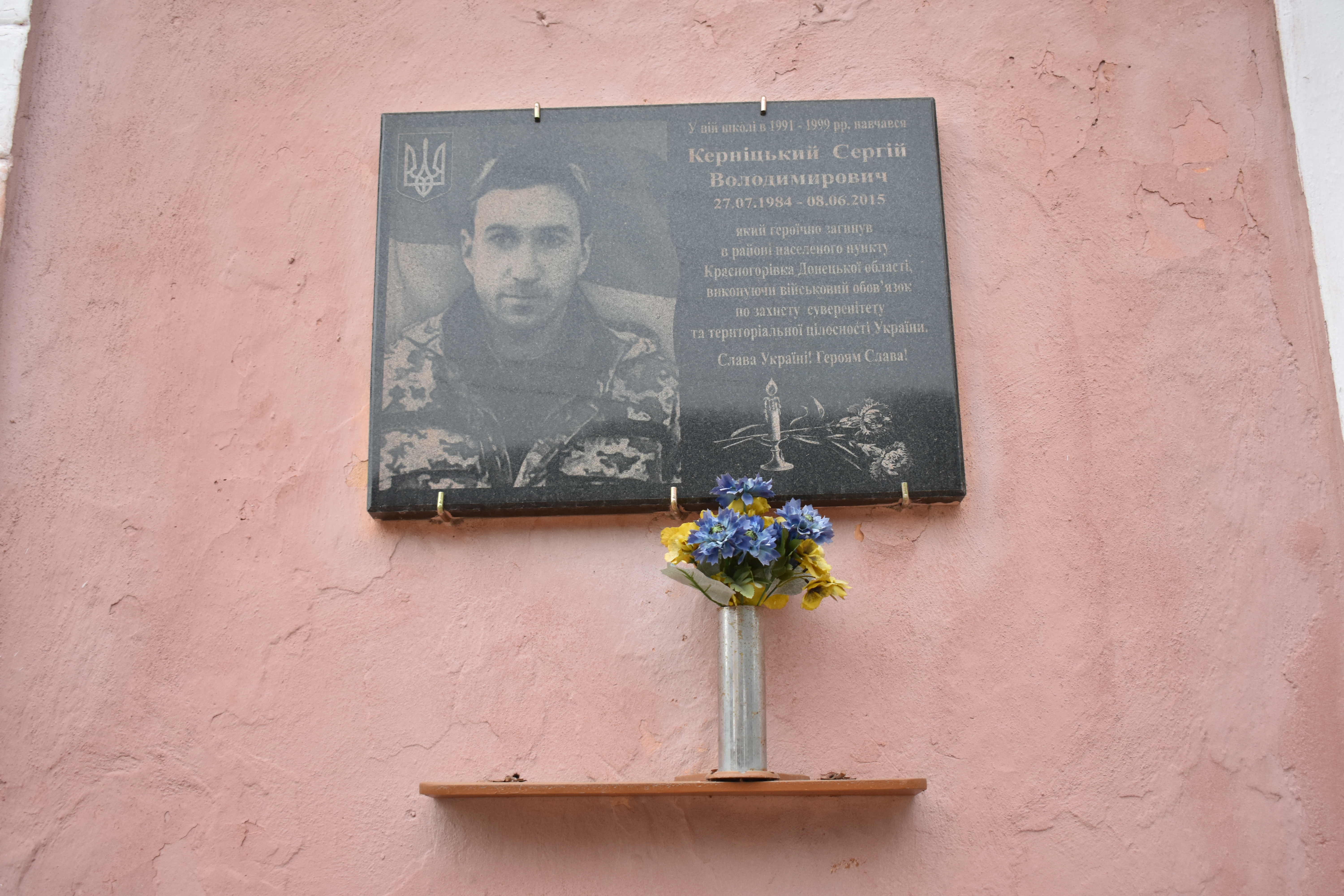
Меморіальна дошка учаснику АТО Сергію Керніцькому
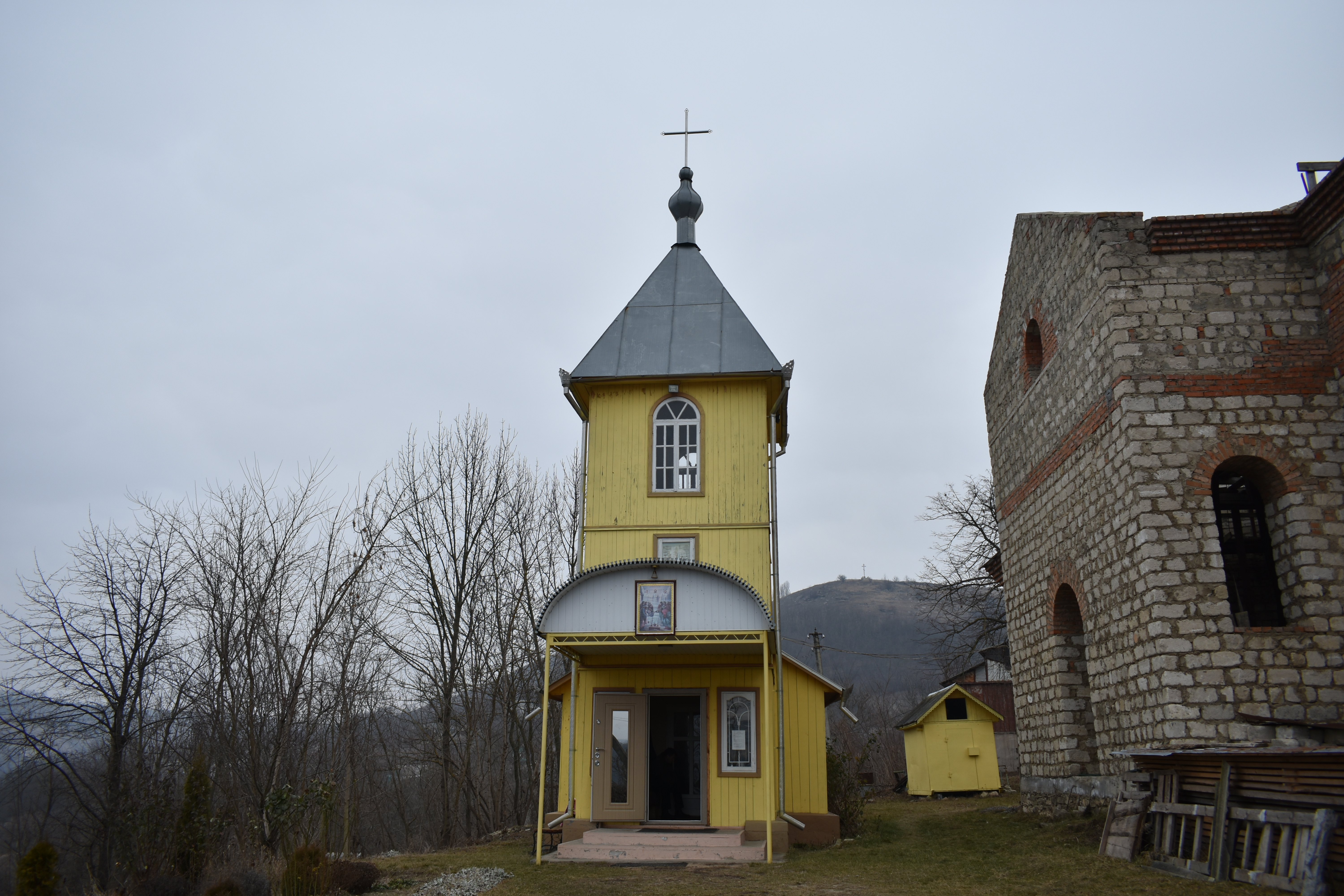
Церква
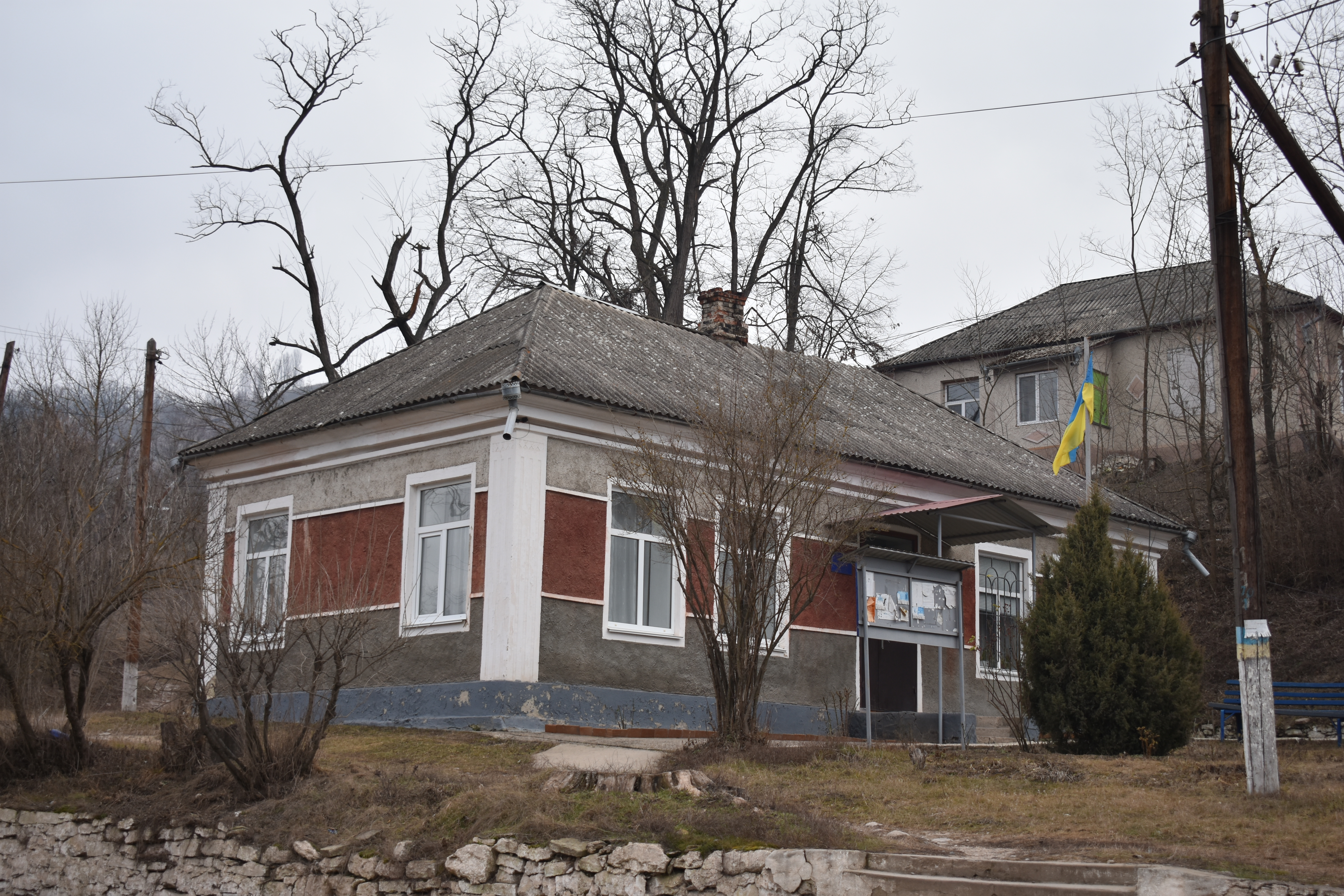
Сільська рада
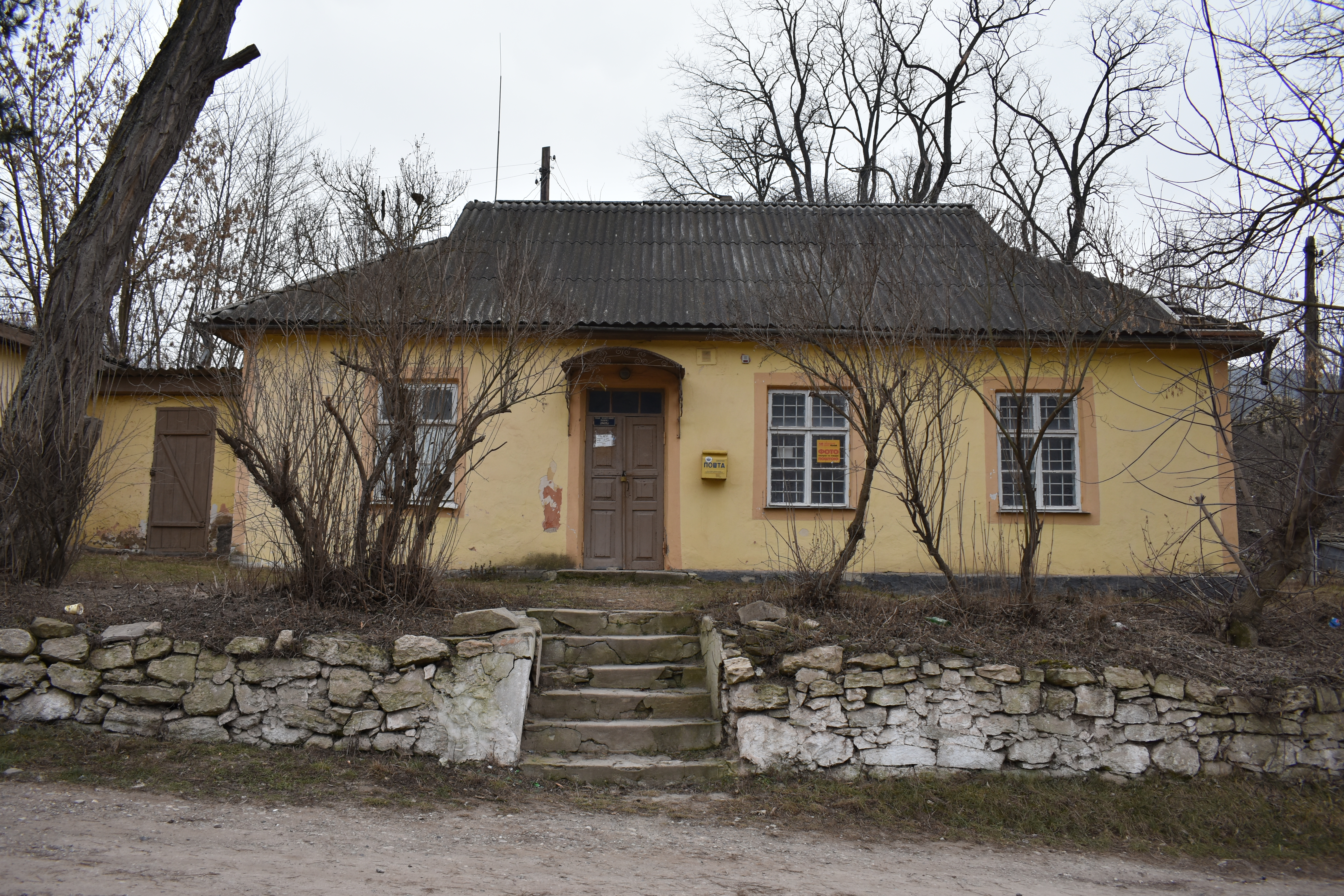
Поштове відділення
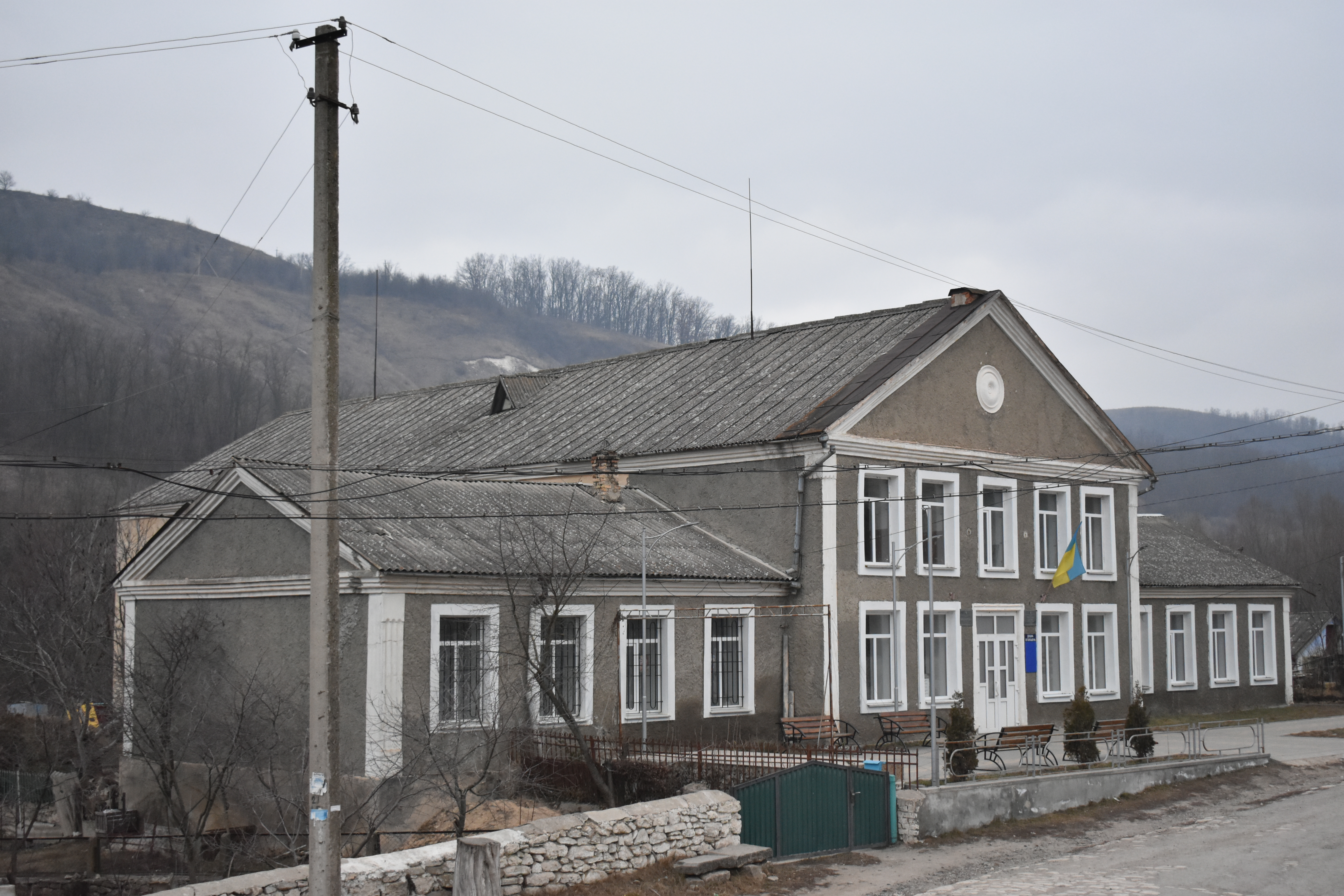
Будинок культури, бібліотека
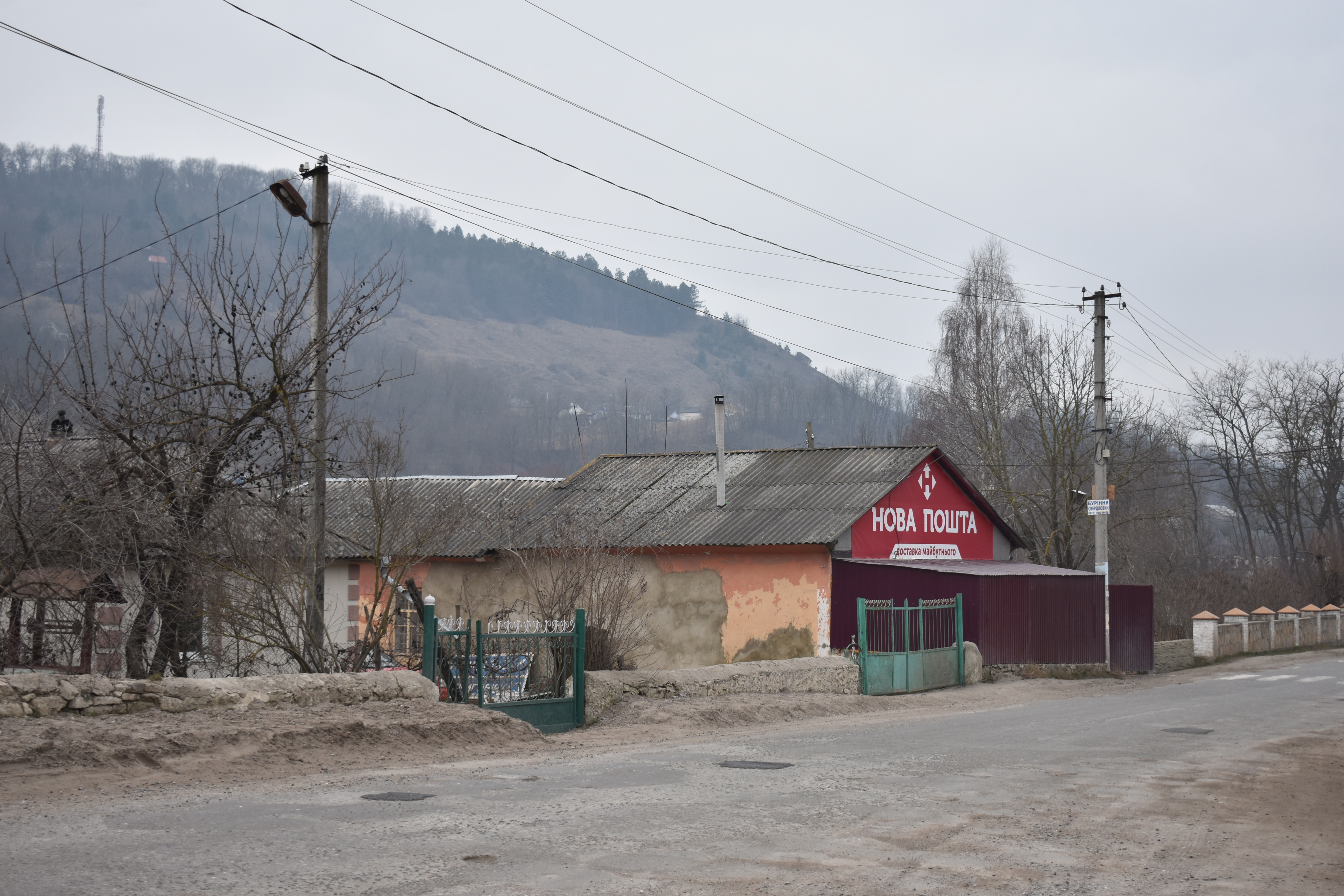
Вулиця
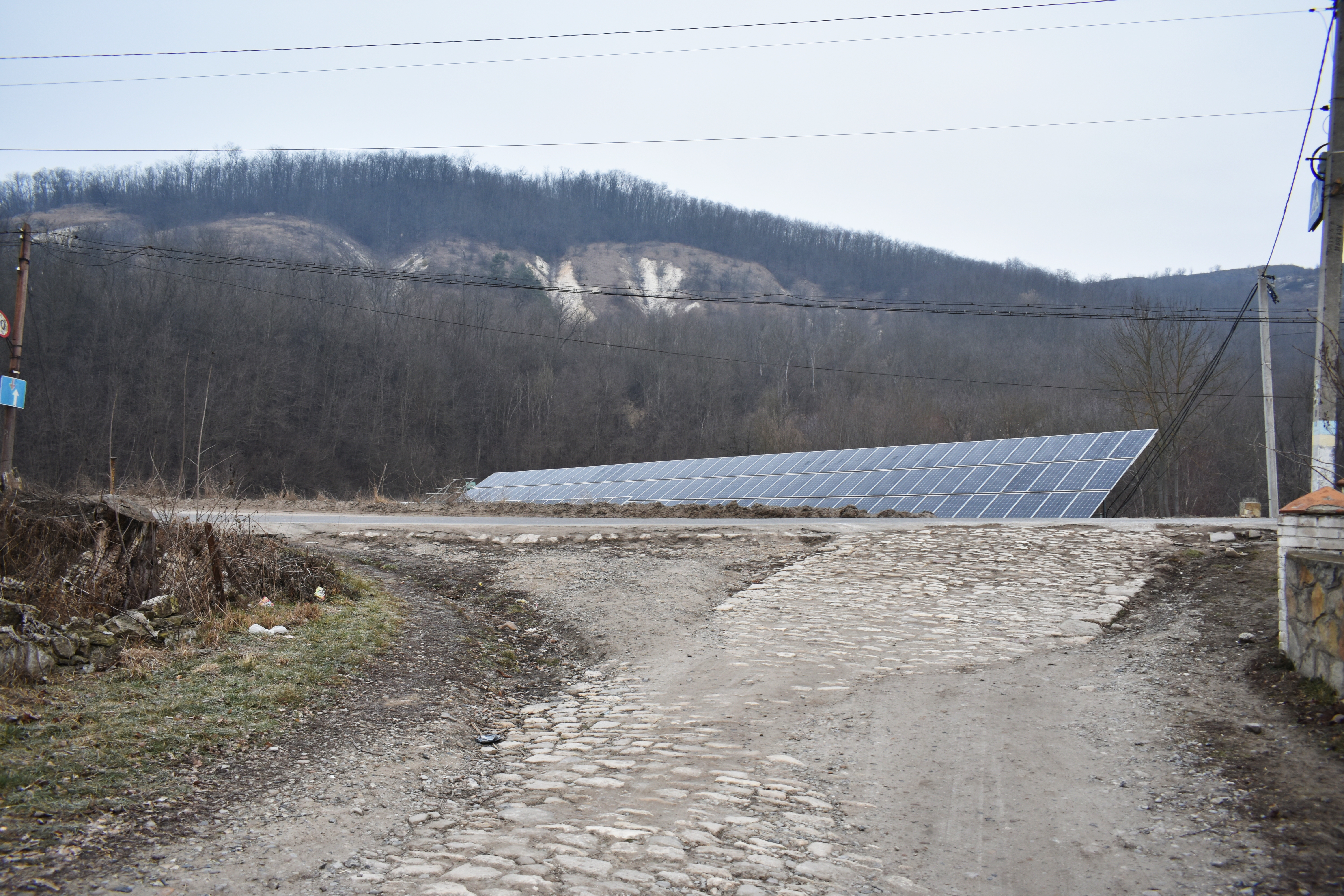
Сонячна електростанція
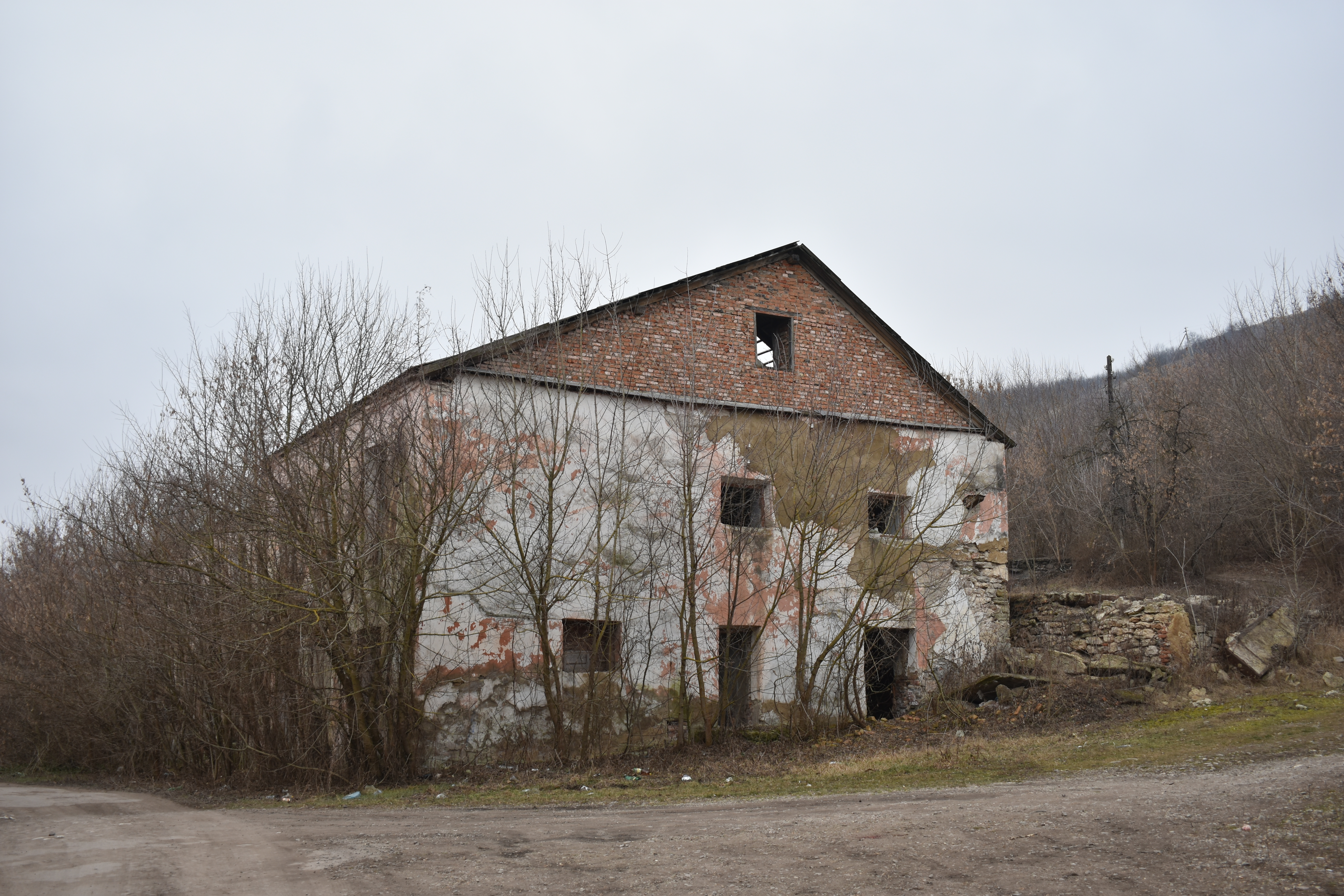
Закинуте підприємство